# 419 v.Chr.
Het jaar 419 v.Chr. is een jaartal volgens de christelijke jaartelling.

## Gebeurtenissen

### Griekenland
- Koning Agis II van Sparta verzamelt een leger bij Philus en marcheert naar de stadstaat Argos.

### Egypte
- In Opper-Egypte ontvangt de joodse gemeenschap van Elephantine opnieuw steun van Darius II. Dit maakt hen bij de Egyptenaren, die bezwaren hebben tegen de dierenoffers van de Joodse tempel er niet geliefder op.